# Round-Mountain-Ölfeld

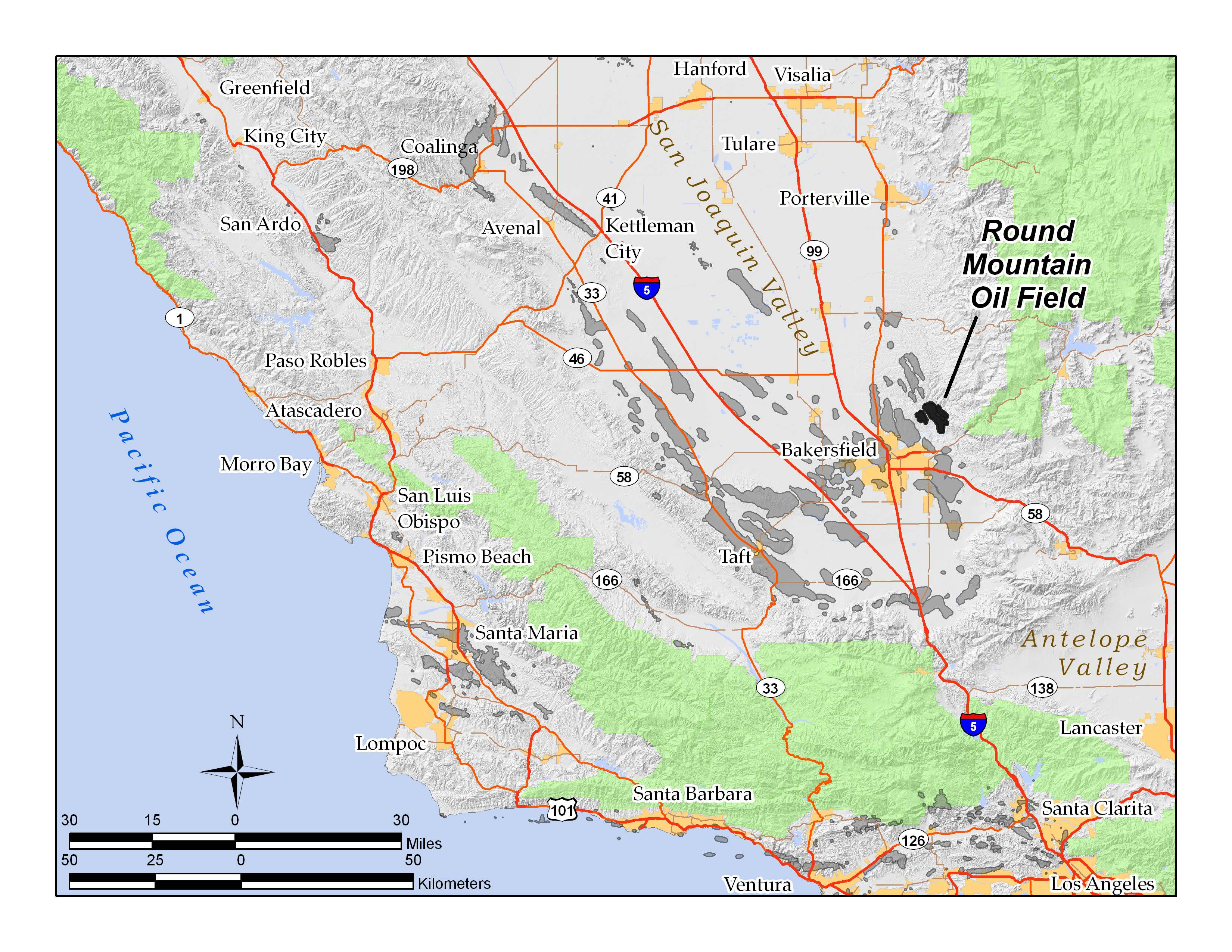
Karte des Round-Mountain-Ölfeldes im Kern County. Andere Ölfelder sind grau markiert.

Das Round-Mountain-Ölfeld ist ein ausgedehntes Öl- und Gasfeld in den Ausläufern der Sierra Nevada, etwa fünfzehn Kilometer nordöstlich von Bakersfield in Kalifornien. Es liegt östlich des großen Kern-River-Ölfeldes, das zu den größten in den Vereinigten Staaten gehört und in der Nähe des Mount-Poso-Ölfeldes. Mit einer gesamten Fördermenge von mehr als 110 Millionen Barrel Rohöl liegt es in Kalifornien an 48. Stelle, gehört aber zu den noch produktivsten, da nach Schätzungen des California Department of Oil, Gas, and Geothermal Resources (DOGGR) zehn Prozent der Vorkommen noch nicht gefördert sind.

## Lage

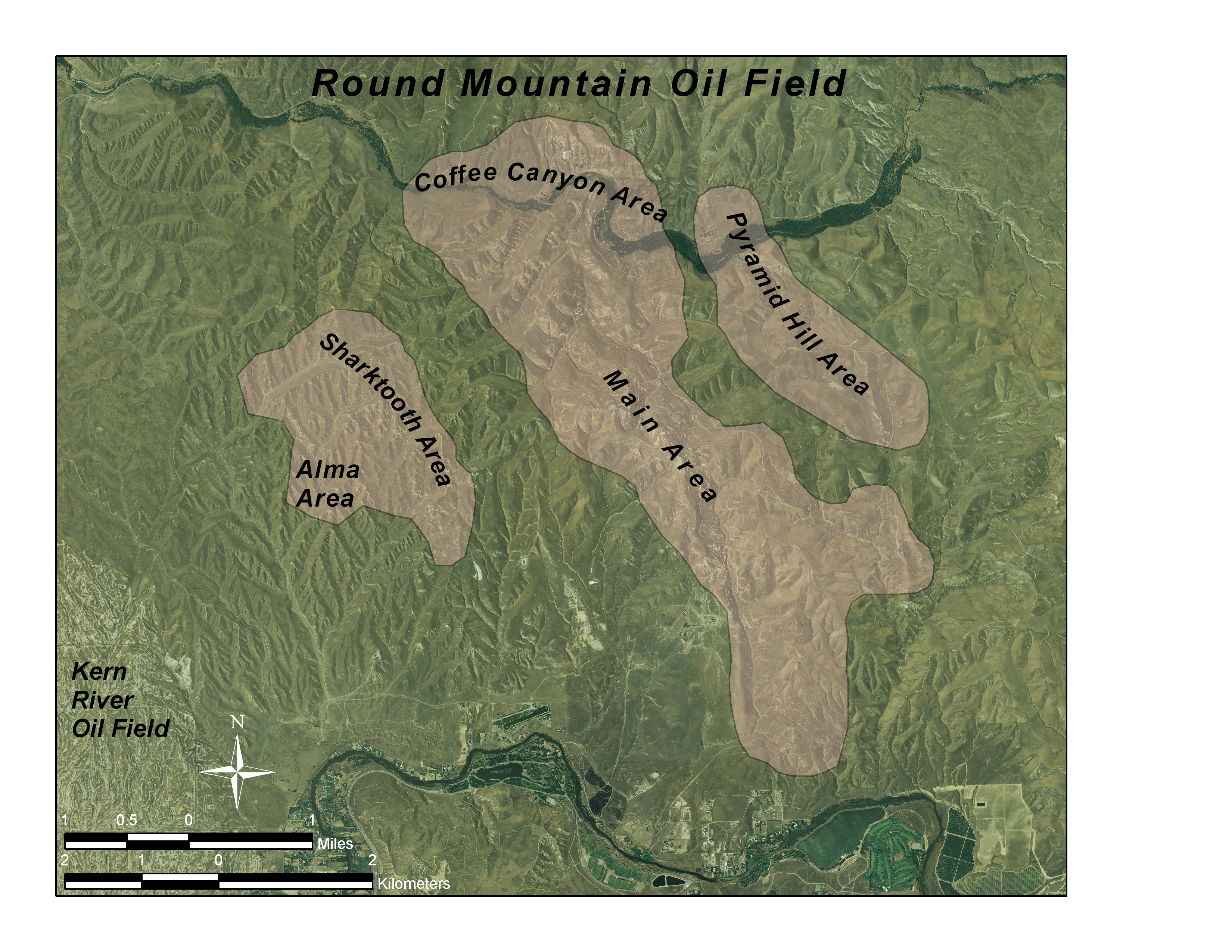
Round Mountain Oil Field, auf der Bais eines Luftbildes von 2005. Die helle Schattierung zeigt die ungefähre Ausdehnung der produktiven Zone des Ölfelds

Das Ölfeld befindet sich nordöstlich von Bakersfield zwischen Kern River und Poso Creek, in den niedrigeren Ausläufern der Sierra Nevada Mountains. Der Hauptzugang zu dem Feld ist von Süden her, über die Round Mountain Road, die ebenfalls an dem dichter entwickelten Kern-River-Ölfeld vorbeiführt. Die Oberflächenhöhe des Ölfeldes reicht von etwa 200 m über dem Meeresspiegel am Poso Creek bis auf die 492 m des Round Mountain selbst. Die Topographie ist abwechslungsreich, und insbesondere im nördlichen Teil des Feldes ist die Landschaft von einigen tiefen Canyons durchschnitten.
Die Gegend gehört zu einer ökologischen Untersektion des Kalifornischen Längstales, die als Hardpan Terraces bekannt sind. Die überwiegende Vegetation besteht aus Federgräsern, wobei speziell an den Nordhängen häufig niedriges Gestrüpp vorhanden ist. Das Klima ist trocken-heiß, und die sommerlichen Temperaturen steigen bis auf 40 °C; trotzdem verzeichnet die Gegend zwischen 250 und 300 Frosttage jährlich. Die Jahresniederschlagsmenge summiert sich auf etwa 250 mm, wobei der Großteil im Winter fällt. Die Sommer sind in der Regel niederschlagsfrei, und die Wasserläufe sind im Sommer und frühen Herbst ausgetrocknet. Der Oberflächenabfluss des Wassers in den übrigen Monaten ist schnell. Das Gebiet entwässert über Poso Creek und Kern River in den Süden des San Joaquin Valleys.
Das Feld selbst ist in fünf unterschiedlich benannte Gebiete geteilt, von denen einige mehrere nicht mehr aktive Quellen enthalten. Das Hauptgebiet (Main Area) ist das größte und wird durch ein etwa acht Kilometer langes und einen knappen Kilometer weites Becken gebildet, das sich in Nordsüdrichtung von Poso Creek bis zum Kern River erstreckt und den Round Mountain einschließt. Nördlich davon befindet sich die Coffee Canyon Area und nordöstlich die Pyramid Area. Im Westen liegen die beiden abgeteilten Becken der Sharktooth Area und die beiden in der Alma Area. Die gesamte produktive Fläche des Ölfeldes, also das Gebiet, in dem Bohrungen nennenswerte Mengen von Öl- und Gas antreffen, beläuft sich auf 2630 Acre oder ungefähr zehn Quadratkilometer.

## Geologie
Das Rohöl im Round-Mountain-Ölfeld stammt in erster Linie aus vier Becken, deren Namen nach der stratigraphischen Schichtung von oben nach unten (von jung nach alt) Freeman-Jewett, Pyramid Hill, Vedder und Walker lauten. Jedes befindet sich innerhalb einer Formation von Sedimenten mit jeweils gleichen Namen. Freeman-Jewett und Pyramid Hill entstammen dem Zeitalter des Miozän, Vedder aus dem Oligozän und die zuunterst liegende Walker-Formation entstand während des Eozän und Oligozän. Von diesen war die Vedder-Formation die produktivste. Hier konnten mehr als 50 Millionen Barrel gefördert werden.
Das Feld grenzt im Nordosten an eine Verwerfung, die als Siphon wirkt, weil sie aufsteigend auf den ölführenden Schichten liegt. Das Gestein unterhalb der ölführenden Schichten entstand im Jura und liegt mit etwa 1200 m nicht besonders tief für ein Ölfeld im Kern County. Die am tiefsten herunterreichende Bohrung ist Alma No. 6, die in einer Tiefe von 1347 m auf Granit stieß.
Das Rohöl des Ölfelds ist generell relativ schwer, und sein API-Grad reicht von 13 in den Gebieten Sharktooth und Alma bis zu 22 im Jewett-Vorkommen. Durch Einpressen von Wasser und durch wiederholte Einleitung von Dampf wurde seit Anfang der 1960er Jahre auch das schwerere Öl teilweise abgebaut.

## Geschichte der Förderungstätigkeit
Die erste Erkundungsbohrung wurde im Mai 1927 durch Getty Oil, heute ein Teil der Chevron Corporation, im Pyramid-Hill-Becken des Hauptfeldes durchgeführt. 1928 begann man am Coffee Canyon, 1937 in der Pyramid Area, 1943 in der Sharktooth Area. Die Erkundung der Alma Area begann 1974.
Der Höhepunkt der Förderung wurde 1938 erreicht. In diesem Jahr wurden 5.453.194 Barrel Rohöl aus der Erde gepumpt. Im Jahr 2008 unterhielten weder Chevron noch eine der anderen großen Mineralölgesellschaften eigene Einheiten auf dem Feld. Die derzeitige Förderung erfolgt durch mehrere Gesellschaften, unter anderem Macpherson Oil Company, Coffee Petroleum, Pace Diversified Corporation und Arthur McAdams.